# 肖爾伍德-陶爾希爾斯-哈伯特
肖爾伍德-陶爾希爾斯-哈伯特（英語：Shorewood–Tower Hills–Harbert）是位於美國密歇根州貝林縣的一個普查規定居民點。

## 人口
根據2020年美國人口普查的數據，肖爾伍德-陶爾希爾斯-哈伯特的面積為11.81平方千米，當中陸地面積為11.72平方千米，而水域面積為0.08平方千米。當地共有人口1249人，而人口密度為每平方千米105.76人。